# 발리샹
발리샹(포르투갈어: balichão) 또는 함하정(광둥어: 鹹蝦醬, 월병: haam4 haa1 zoeng3)은 마카오 요리에 쓰이는 크릴새우 장이다. "새우장"이라는 뜻의 하정(광둥어: 蝦醬, 월병: haa1 zoeng3)으로도 부른다. 포르쿠 발리샹 타마린두, 소파 드 라카사 등의 마카오 토생 포요리에 쓰인다.

## 이름
포르투갈어·마카오어 이름인 "발리샹(balichão)"의 유래는 명확하지 않으나, "새우장"을 뜻하는 말레이어 "블라찬(belacan)"에서 유래했다는 설이 있다.
광둥어 이름인 "함하정(鹹蝦醬, haam4 haa1 zoeng3)"은 "소금, 짠맛"을 뜻하는 "함(鹹, haam4)", "새우"를 뜻하는 "하(蝦, haa1)", "장, 소스"를 뜻하는 "정(醬, zoeng3)"으로 이루어진 말이다. 표준 중국어로 읽으면 "셴샤장(咸虾酱, xián xiā jiàng)"이며, 한국 한자음은 "함하장"이다.

## 만들기
크릴새우를 아구아르덴트, 정향, 월계수 잎, 레몬, 후추, 고추, 소금과 발효시켜 만든다.

## 같이 보기
- 블라찬